# Ivan Stříteský
Ivan Stříteský (* 14. března 1956 Prostějov) je český filmový dokumentarista, autor pořadů a prací s problematikou životního prostředí a ochrany přírody.

## Tvorba a ocenění
V počátcích své tvorby spolupracoval s Miroslavem Kundratou na tvorbě filmových dokumentů (Horenka Chabová, Gazda, Ohrožené dědictví, Voda a krajina, Napojme prameny).
V roce 1997 získal Hlavní cenu Josefa Velka na filmovém festivalu TSTTT v Uherském Hradišti za dokument Napojme prameny.
V roce 2001 na 18. ročníku AGROFILMU Ivan Stříteský získal hlavní cenu Magna Mater za dokument „L.V.A. viděti – aneb o přírodě a lidech Lednicko – Valtického areálu“.
V roce 2002 získal Cenu ministra životního prostředí za filmovou tvorbu, která přispívá k informovanosti, ale zejména ke zvýšení ekologického povědomí a lásky k přírodě.
Řada dokumentů byla oceněna na přehlídkách a festivalech filmů (například Ekofilm, AGROFILM, TECHFILM, ENVIROFILM, EKOTOPFILM, TSTTT, ETNOFILM apod.).
V roce 2018 byl nominován na Cenu Josefa Vavrouška.